# エスト! エスト!! エスト!!! ディ・モンテフィアスコーネ
エスト! エスト!! エスト!!! ディ・モンテフィアスコーネ（イタリア語: Est! Est!! Est!!! di Montefiascone）は、イタリアワインの銘柄の一つ。単に「エスト! エスト!! エスト!!!」とも呼ばれる。
イタリア中部、ボルセーナ湖にほど近いモンテフィアスコーネ（ラツィオ州ヴィテルボ県）を中心とする地域で生産される白ワイン（ブレンドワイン）である。原産地統制呼称（DOC）の認定を受けており、限定された畑で栽培された特定の品種の白ブドウ（トレッビアーノとマルヴァジーア）をベースに作られたもののみがこの銘柄を名乗ることを認められている。このワインの珍しい名称（「エスト」はラテン語で「ある」を意味する）は、最高のワインを探し求めた中世の聖職者の伝説に由来するとされる。

## 名称の由来
「エスト! エスト!! エスト!!! ディ・モンテフィアスコーネ」という珍しい名称についての物語は、幾世紀もの間にわたって広く伝えられてきた。たとえば以下のような物語である。
12世紀、あるドイツ人司教が、教皇に会うため聖座バチカンへ旅行した。この司教は部下の聖職者の一人を自分より先に行かせ、旅の経路に沿った村々で最高のワインを探索させた。モンテフィアスコーネの宿屋において、聖職者はこの地のワインに大いに感銘を受け、後から来る司教が素通りしないよう宿屋の入口に「エスト! エスト!! エスト!!!」と書き残した。

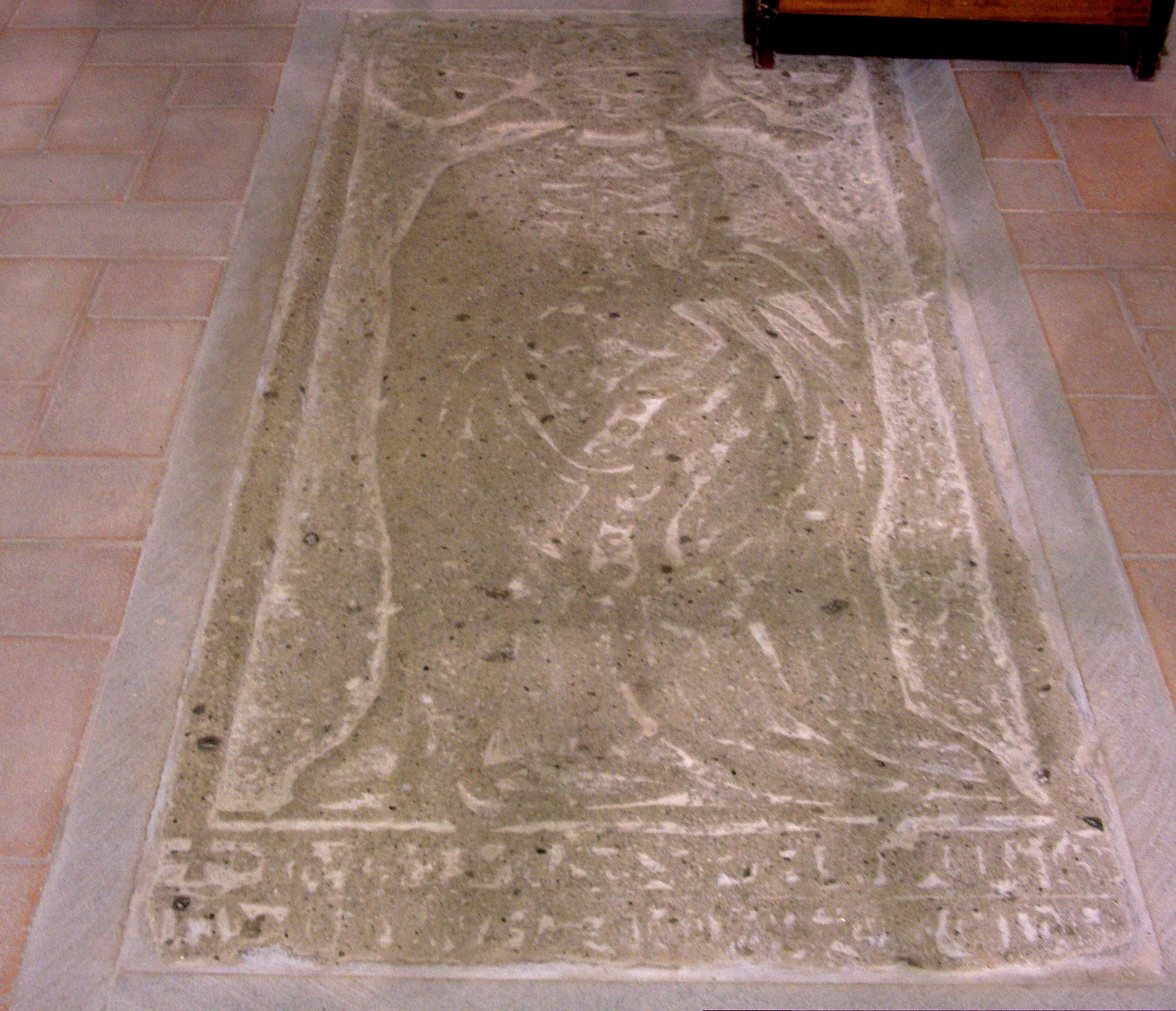
モンテフィアスコーネの教会にある「ヨハンネス・フッガー司教の墓」

この伝説は、幾世紀もの年月を経るうちに細部が変化し、いくつかのバリエーションがある。
トム・スティーヴンソンが『サザビーズ・ワイン百科事典』で記した詳細な解説によれば、出来事の起きた時期は1110年の終わり頃から1111年の始め頃までの間で、ドイツ人のヨハンネス・フッガー司教が神聖ローマ皇帝ハインリヒ5世の戴冠式のためにローマへ旅行した際の出来事となっている。
フッガー司教は彼の従者を先行させ、現地のワインの味見をしてどれが「良いワインである」（ラテン語でVinum est bonum）のか報告するよう指示した。従者は良いワインの印として入口にチョークで「エスト」（Est）と書いて報告したが、大いに感銘を受けたモンテフィアスコーネのワインについては、彼の記述を強調して「エスト! エスト!! エスト!!!」と繰り返した。フッガー司教もこのワインに感銘を受け、旅行を取りやめにしてモンテフィアスコーネに留まり、そこで一生を終えた。モンテフィアスコーネの教会には司教の墓がある。
このほかのバリエーションとしては、この事件が10世紀に起きたことであるとか、フラマン人の主教が関わっていたとかといったものがある。いずれにせよ、カトリックの司教がローマへの旅路において使いの者を先行させて最高のワインを探させ、モンテフィアスコーネの宿屋で出されたワインに大いに感銘を受けた使いの者が興奮のあまり入口に「エスト! エスト!! エスト!!!」（Est! Est!! Est!!!）と書き残した、という筋書きが含まれる。
この物語についてはマスター・オブ・ワインのメアリー・ユーイング＝マリガンをはじめ多くのワイン専門家が考察を行っている。史実としては疑わしい話であるが、観光客を呼び込むことに寄与しており、またそのことでこのワインの評判を損ねもしている。

## DOC認定

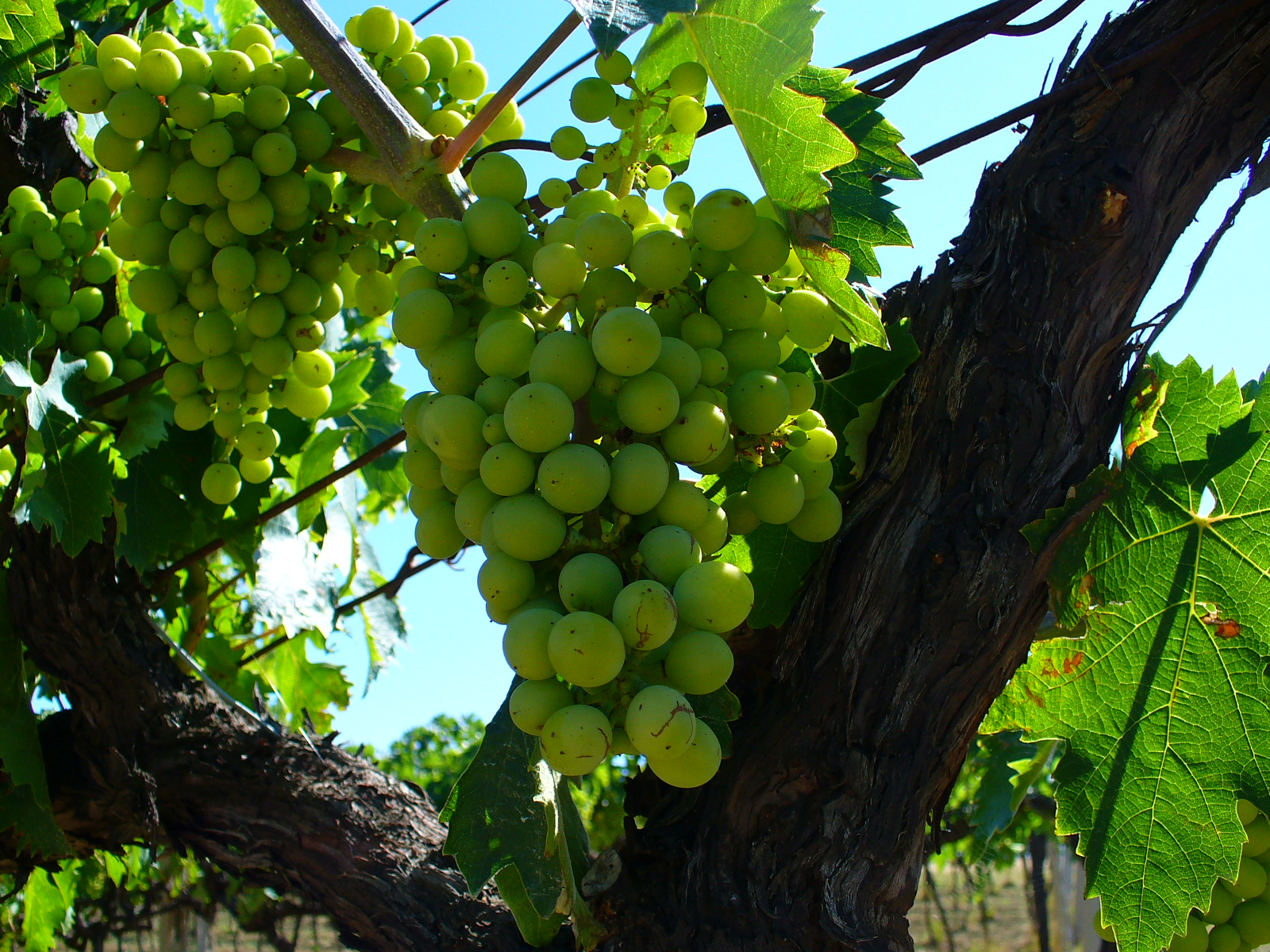
トレッビアーノ種、産地ではプロカニコとして知られる。

ブレンドされた白ワインであるエスト! エスト!! エスト!!! ディ・モンテフィアスコーネは、ラティウム北部にあるボルセーナ湖周辺の火山性土壌の産品として、1966年にイタリアのワイン法によるデノミナツィオーネ・ディ・オリージネ・コントロッラータ（DOC）の認定を受けた。
DOCの規定により、ボルセーナ湖南岸のモンテフィアスコーネのコムーネ周辺にある1000エーカー（405ヘクタール）のDOCエリアで栽培され、1ヘクタール当たりの最大収率13トンで収穫されたブドウの使用が義務付けられている。ワイン完成品としてのアルコール度数は11%以上でなければならず、少なくとも65%のトレッビアーノ種（産地ではプロカニコとして知られる）、20%のマルヴァジア・ビアンカ種と15%未満のロッゼット種（産地ではトレッビアーノ・ジャッロとして知られる）がブレンドされていなければならない。
ボルセーナ湖周辺のこの地域はワインツーリズムで有名であり、「エスト! エスト!! エスト!!! ディ・モンテフィアスコーネ」はもっぱらこの地域を訪れる人々に提供され、輸出に回される量は比較的少ない。

## ワインの様式
ジョー・バスティアニッチは、リンゴを思わせる穏やかな芳香と高い酸を持つワインであると記述している。このワインはドライ（辛口）、及びアッボカート（少し甘口）として製造される。地元では、フリット・ミスト（魚の揚げ物）やアーティチョークの揚げ物などローマ料理に合わせる。
主要な製造業者の一つにファレスコがある。同社によるものは「世界的に知られる一般的なウンブリアの安価な白ワイン (generic Umbrian cheap white known around the world)」と評される。

## 批評
「エスト! エスト!! エスト!!! ディ・モンテフィアスコーネ」は、ワイン批評家たちによってしばしば批判的に評価される。例えばヒュー・ジョンソンとジャンシス・ロビンソンは、『ワールドアトラス・オブ・ワイン』（2005年版）において、「世界で最も面白い名前を持つ、最も退屈な白ワイン」と評している。
ワインに関する著作の多いジョー・バスティアニッチは、トスカーナワインとヴェルナッチャ・ディ・サン・ジミニャーノを引き合いに出し、「グラスの中に今あるものより歴史の方に説得力がある」と評している。
テレビ映画『刑事コロンボ』のエピソード「別れのワイン」では、「モンテフィアスコーネ」と呼ばれるワインが登場している。劇中では「最高のデザート・ワイン」と評されている。